# Aetonyx
Aetonyx ('urpa d'àguila', del grec antic αετος/aëtos, 'àguila'; i ονυξ/onyx, 'urpa') fou el nom donat a unes restes fossilitzades d'un dinosaure del Juràssic inferior que va viure va uns 198 milions d'anys, durant l'Hettangià.
Antigament Aetonyx es va classificar com un carnosaure, però des d'aleshores s'ha identificat amb Massospondylus, un prosauròpode. Aetonyx actualment és un nom invàlid.